# Джеймс Салливан (Корпорация монстров)
Джеймс Пи Салливан (Джимми Салливан, Джеймс Салливан, Салли) (англ. James P. Sullivan) — монстр из мультфильма «Корпорация монстров», проживающий в Монстрополисе; почётный «страшила».
Представляет собой большое и высокое мохнатое существо бирюзового цвета с яркими сиреневыми пятнами. На голове рога как у быка. Тело по своему строению напоминает медвежье. В то же время его роскошный хвост и когти, похожи на таковые динозавра. Тем не менее, он только с виду жуткий монстр. В свободное от работы время он может очаровать своей фирменной улыбкой. Джеймс от природы обладает всеми необходимыми для пугальщика талантами — огромный размер и раскатистый рык.
По состоянию на мая 2022 года Джеймс Салливан находился на 2-м месте в списке «50 лучших персонажей Pixar» по версии сайта Ranker (Лос-Анджелес, США).

## Биография
Благодаря своим врождённым талантам и качествам, а также впечатляющей родословной известных пугальщиков, Джеймс без труда поступает на престижный Страшильный факультет Университета монстров. Но особого рвения к учёбе он не проявляет, так как тусовки приносят ему гораздо больше удовольствия, чем зубрёжка уроков. Вскоре становится понятно, что даже природный талант и семейные связи ничего не стоят, если самому не прилагать усилий. Тем не менее университет у него так и не получилось закончить, и он, вместе с другом Майком Вазовски, с которым Салли (как все его называют) познакомился во время учёбы, устраивается работать в Корпорацию монстров, в начале в почтовый отдел.
В корпорации его карьера быстро пошла в гору, и, спустя какое-то время, он даже становится почётным «страшилой», а вся «доска почёта» в корпорации увешена его портретами.
Работа Джеймса заключается в том, чтобы пугать маленьких детей. Когда они испуганно кричат и плачут, Джеймс забирает их крики. Это очень ответственная работа, так как детский крик является источником электроэнергии для всех жителей города Монстрополиса, в котором проживают герои мультфильма.
Но однажды, во время одной из рабочих смен в его город из мира людей случайно попала девочка Бу (как её назвал сам Джеймс). Перед Джеймсом стала задача во что бы то ни стало выпроводить ребёнка из Монстрополиса, так как дети в их мире распространяли опасную заразу. Но, узнав малышку поближе, и, пережив с ней множество приключений, он по-настоящему к ней привязался. Девочку в конце концов отправили в её мир, что Джеймса весьма расстроило. Он полюбил эту девочку, и бережно хранил её рисунок и щепочку от двери. А вскоре выясняется, что детский смех приносит куда больше энергии, чем испуганный крик. И это преломило ход истории и изменило весь уклад жизни Монстрополиса, который формировался годами. Джеймсу удалось сблизить два мира.